# إطسا
مركز ومدينة إطسا هو أحد المراكز الستة لمحافظة الفيوم في مصر. عدد سكانه 415798 نسمة (تعداد 2007)، وتبلغ مساحته 61969 فدانا وتبلغ المساحة المزروعة فيه 51555 فدانا.

## تفاصيل
إطسا مركز من ضمن مراكز محافظة الفيوم وبه عدد كبير من السكان المنتشرين في كثير من القرى التابعة للمركز مثل قرى:
قلمشاه (قرية نموذجية) دفنو الغرق، تطون، السعـده، أبوجندير، المنيا، مطول، الجعافرة، قصر الباسل، منشأة عبد المجيد (عزبة لاشين حمد)، والقاسمية، ودانيال، منشأة الأمير، والحجر، وعنك.
- عدد الوحدات: 9
- عدد القرى:47
- عدد العزب والتوابع: 385

### وحدات المحلية
قلمشاه - دفنو - مطول – جردو – منية الحيط – أبو جندير – الغرق – الحجر – الريفه –تطون – قلهانة – - قصر الباسل
قرية منية الحيط تعد من أكبر القرى على مستوى جمهورية مصر العربية بالنسبة لتعداد السكان ويليها قرية دفنو من حيث عدد السكان.

## النشاط الاقتصادي
يشتغل معظم سكان هذا المركز بالزراعة وخاصة زراعة الأرز والقمح والبرسيم وأيضًا زراعة بنجر السكر. الثروة الحيوانية من ضمن الأنشطة الاقتصادية الهامة في المركز.

## أهم المنشآت في المركز
مصنع سكر الفيوم الموجود في قرية قصر الباسل والذي هو من ضمن المصانع القليلة لبنجر السكر التي توجد في جمهورية مصر العربية، ويعمل به الكثير من أبناء هذا المركز، وأيضاً مصنع المكرونة ومطحن الدقيق بدفنو ومركز شباب الجعافرة، وتشتهر منية الحيط بصناعة الأثاث والأبواب الخشبية ويعمل العديد من أبنائها بالخارج.